# با فاصله‌ای اندک
«با فاصله‌ای اندک» یا به‌طور تحت‌اللفظی به فاصلهٔ یک سر (اسپانیایی: Por una Cabeza‎) نام ترانه‌ای تانگو است که شعر آن را  آلفردو لِـپِرا سروده و خواننده‌اش کارلوس گاردل است و نخستین بار در سال ۱۹۳۵ میلادی منتشر شد.
نام ترانه، اصطلاحی اسپانیولی در مسابقات اسب‌دوانی است و هنگامی به‌کار می‌رود که اسب برنده، تنها «به فاصلهٔ یک سرِ اسب» جلوتر از اسب دوم باشد و با همین فاصلهٔ اندک، از خط پایان بگذرد. داستان ترانه از زبان کسی است که به‌طور وسواس‌گونه بر روی اسب‌های مسابقه شرط‌بندی می‌کند و این عادت و وسواس خود را با عشق و علاقه‌اش به زنان مقایسه می‌کند.
آهنگ بخش دوم این ترانه احتمالاً از «روندو برای ویولن و ارکستر در دو ماژور کا. ۳۷۳» اثرِ ولفگانگ آمادئوس موتسارت الهام گرفته شده است.
این ترانه در آغاز در «لا ماژور» ساخته شد، اما به‌تدریج برای اجرای ویولن و پیانو تنظیم شد که گاهی در «لا ماژور» و گاهی در «سُل ماژور» بوده است.
 آلفردو لِـپِرا و کارلوس گاردل هر دو در سانحهٔ سقوط هواپیما در مدئین در ۲۴ ژوئن ۱۹۳۵ کشته شدند. از آن پس این ترانه و آهنگ آن، توسط هنرمندان گوناگونی بازاجرا شده است که از آن میان می‌توان به اجراهای آندره‌آ بوچلی، ایل دیوو، دیه‌گو ال سیگالا، آئیدا کوئه‌باس، آندرس کالامارو و جری ریوه‌را اشاره کرد.
در فیلم بوی خوش یک زن به کارگردانی مارتین برست از این ترانه با بازی و اجرای رقص تانگوی آل پاچینو استفاده شده است.